# Erica granulatifolia
Erica granulatifolia är en ljungväxtart som beskrevs av Ha. Baker. Erica granulatifolia ingår i släktet klockljungssläktet, och familjen ljungväxter. Inga underarter finns listade i Catalogue of Life.